# Municipio de Waukegan
El municipio de Waukegan (en inglés: Waukegan Township) es un municipio ubicado en el condado de Lake en el estado estadounidense de Illinois. En el año 2010 tenía una población de 90893 habitantes y una densidad poblacional de 1.642,98 personas por km².

## Geografía
El municipio de Waukegan se encuentra ubicado en las coordenadas 42°22′29″N 87°50′56″O / 42.37472, -87.84889. Según la Oficina del Censo de los Estados Unidos, el municipio tiene una superficie total de 55.32 km², de la cual 54.54 km² corresponden a tierra firme y (1.41%) 0.78 km² es agua.

## Demografía
Según el censo de 2010, había 90893 personas residiendo en el municipio de Waukegan. La densidad de población era de 1.642,98 hab./km². De los 90893 habitantes, el municipio de Waukegan estaba compuesto por el 44.39% blancos, el 21.08% eran afroamericanos, el 1.24% eran amerindios, el 2.34% eran asiáticos, el 0.04% eran isleños del Pacífico, el 26.93% eran de otras razas y el 3.98% pertenecían a dos o más razas. Del total de la población el 57.26% eran hispanos o latinos de cualquier raza.